# Fredosind
Fredosind o Fredesind va ser un religiós astur, bisbe de Salamanca a final de segle ix.
Està documentat durant el regnat d'Alfons III d'Astúries, els cronistes o historiadors l'han datat en termes generals entre 884/886, considerat el successor immediat del bisbe Sebastià, i 898/900. El seu període coincideix amb la recuperació de Salamanca per part dels musulmans el 885, només 4 anys després de la conquesta de la ciutat per part d'Alfons III. Amb tot, Fredosind només està documentat en un document de donació del futur Ordoni II i la seva muller, Elvira, al monestir de San Pedro de Montes el 898, que també signen altres bisbes. La seva signatura, en llatí, és: Sub Christi nomine Fredosindus Dei gratis Episcopus Salamanticæ Sedis conf. La majoria d'autors situen la seva mort el 898, atès que l'any següent està documentat el bisbe Dulcidi, només Flórez diu que la seva mort es va produir vers el 900.